# Juan Introini
Juan José Introini Abal (Montevideo, 13 de febrero de 1948 - Montevideo, 6 de julio de 2013) fue un escritor, filólogo, latinista y profesor uruguayo, autor de ensayos sobre tradición y literatura clásica, literatura uruguaya, traducciones de literatura en latín y libros de cuentos.

## Biografía
En 1971 obtuvo una licenciatura en letras por la Facultad de Humanidades y Ciencias de la Universidad de la República, donde fue discípulo de Vicente Cicalese. En 1977 se graduó de profesor de literatura en el Instituto de Profesores Artigas. Hasta 2011 fue profesor de Lengua y Literatura Latinas en la Facultad de Humanidades y Ciencias de la Educación donde también dirigió el Departamento de Filología clásica y coordinó el Instituto de Letras.
Escribió varios ensayos sobre literatura uruguaya, tradición clásica y autores latinos, además de traducciones del latín y cuatro libros de cuentos.
El 8 de noviembre de 2011 fue elegido para ocupar el sillón «Javier de Viana» de la Academia Nacional de Letras del Uruguay y tomó posesión el 1 de octubre de 2012.
Falleció en Montevideo el 6 de julio de 2013 a los 65 años.

## Obras
Ensayos (selección)
- Séneca. Apocolocyntosis del divino Claudio. Traducción, notas y estudio previo. FHCE, UDELAR, Dpto. de Publicaciones. Montevideo, 1996.
- La ninfa en la selva. Literatura uruguaya y tradición clásica (con Victoria Herrera). Montevideo, FHCE, UDELAR, 2008.
- Viejas liras y nuevos vates. Literatura uruguaya y tradición clásica (con Victoria Herrera y L. Augusto Moreira). Montevideo, FHCE, UDELAR, 2011.

Cuentos
- El intruso (Montevideo, edición de autor, 1989)
- La llave de plata (Montevideo, Proyección, 1995)
- La tumba (Montevideo, Ediciones del Caballo Perdido, 2002)[7]
- Enmascarado (Ediciones del Caballo Perdido, 2007)
- El canto de los alacranes (Yaugurú, 2013, publicación póstuma)[1]